# Gustav Krukenberg
Pour les articles homonymes, voir Krukenberg.
 (28 avril 2018).
Gustav Krukenberg (Bonn, 1888 - 1980) est un ancien militaire allemand membre du parti nazi dès 1932 et qui a obtenu son transfert dans la SS en 1944 où il a été Brigadeführer SS (équivalent du grade de général de brigade) de la Division SS Charlemagne. 
Il fut ensuite après la guerre un fervent défenseur de la réconciliation européenne.

## Jeunesse
Il naît le 8 mars 1888, à Bonn, d'un père professeur de médecine à l'université de Bonn et d'une mère féministe, fille de l'archéologue Alexander Conze. Krukenberg fait des études de droit puis, après un doctorat, rejoint l'armée en 1907 comme officier d'administration, puis se marie en 1912. Pendant la Première Guerre mondiale, il est officier d'ordonnance et aide de camp. Il termine la guerre en tant que capitaine en 1918. Après la guerre, il sert dans la fonction publique comme secrétaire privé du ministre des Affaires étrangères. Fin diplomate et bilingue, il devient le chef du bureau de Paris du Comité franco-allemand d'information et de documentation (de) (CFAID), fondé à Luxembourg en 1926 et patronné par l'industriel luxembourgeois Émile Mayrisch et le diplomate Pierre Viénot,. Il y noue d'étroites relations avec le milieu industriel et diplomatique français. En 1929, au moment de la découverte de l'impasse dans laquelle se trouve le Comité, il prend le parti de déclarer que la réconciliation franco-allemande est impossible.

## Carrière au sein de l'armée allemande et de la S.S.
Il rejoint le parti nazi en 1932, et est en 1933 sous le feu des projecteurs de par sa critique renouvelée et très médiatisée du Comité franco-allemand ; il participe alors à des émissions de radio de propagande. Mais il est considéré comme trop modéré par Goebbels qui l'écarte des institutions nazies, il est peut-être même inscrit sur la « liste noire » des personnalités à abattre par le régime. Mais en 1934, la situation change et il est « gracié », même si Himmler et le SD font sur lui un long rapport accusateur.
Pendant la Seconde Guerre mondiale, Krukenberg sert sur presque tous les fronts. Officier d’état-major, il participe à l'occupation des Pays-Bas et de Paris. Il est en outre nommé responsable de l'intendance, il s'occupe donc des ravitaillements et des prisonniers. Cette position clé dans l'organisation militaire le met sans doute en contact avec les crimes nazis, ce qu'il n'avouera jamais.
À la fin de la guerre, il demande son transfert de la Wehrmacht à la Waffen-SS. Durant la fin de l'année 1944, il devient Brigadeführer S.S.et prend en main la division S.S.Charlemagne il trouvera Jean de Mayol de Lupé, Victor de Bourmont, Jean Bassompierre, Henri Fenet, Eugène Vaulot, Jean de Vaugelas.
Son défi est alors de réunir des Français motivés, mais au parcours très hétérogène : entre les anciens soldats français engagés dans l'armée allemande depuis juillet  1941, entre ceux engagés dans la Waffen-SS depuis 1943 ou entre les miliciens fuyant la Libération en 1944, la réunion de ces unités et parcours disparates dans la division Charlemagne n'est pas aisée.
La division est anéantie en mars 1945 et le commandant français est tué (Edgar Puaud, qui n'était qu'un « homme de paille » puisque Krukenberg occupait le réel commandement), mais l'unité est reconstituée avec quelques débris de matériels et d'hommes avant d'être envoyée vers Berlin pour défendre la ville le 24 avril 1945, en forçant de nombreux obstacles pour s'y rendre.
Là, au côté de quelques autres unités, en particulier des soldats SS de la division SS Nordland, les soldats de la Charlemagne défendent avec acharnement la ville. Les unités hétérogènes et provenant des quatre coins de l'Europe feront dire à Krukenberg que toute l'Europe était réunie dans le secteur. Sachant que la Waffen SS (ou ce qu'il en restait) était alors composée pour moitié d'étrangers, la remarque était pertinente. La défense est acharnée, les Français détruisent tellement de chars russes que les équipages de ces derniers sont forcés d'aller au combat pistolet sur la tempe.
Il est fait prisonnier par les Soviétiques au moment de la reddition le 2 mai 1945 et est envoyé en camp d'internement en Union soviétique où il sera condamné à 25 ans de détention par un tribunal militaire soviétique pour ses actions en tant que Brigadeführer S.S. 
Il n'effectue pas sa peine en totalité, faisant partie des prisonniers allemands libérés en 1955, après les interventions constantes du gouvernement fédéral allemand depuis 1949, tendant à faire rentrer en Allemagne fédérale tous les anciens combattants de la Wehrmacht et de la S.S., qui étaient encore en camps soviétiques depuis les premiers transferts effectués par l'Armée rouge (devenue officiellement Armée soviétique en juillet 1941) dès juin 1945.  
Après sa libération, il regagne évidemment l'Allemagne occidentale et devient conférencier sur le sujet de l'Europe et la réconciliation. Il défend alors cette dernière comme le nouveau noyau dur de la paix européenne, en mettant aussi en avant l'unité européenne et allemande et l’historicité catholique qui va au-delà des événements de la guerre de 1939-45. 
Il défend aussi la prescription pour tous les crimes et délits commis par les soldats allemands (de la Wehrmacht et des anciens S.S.) qui ne sont pas encore libérés. Il rejoint alors des associations d'anciens prisonniers (en particulier d'ex-Waffen SS) et milite activement en leur sein.

## Après-guerre
Gustav Krukenberg a des propos où il apparaît comme ne pouvant pas réellement se détacher du combat nazi qu'il a mené, notamment la défense de Berlin et cet acharnement presque fou à vouloir défendre une ville déjà condamnée depuis des semaines. D'une manière analogue, il ne critiquera jamais l’assassinat des juifs ou des opposants au nazisme.
Après sa libération, il rétablit une correspondance avec von Papen et des généraux de la Wehrmacht, et d'une façon générale avec d'anciens nazis et d'anciens membres de la division Charlemagne : il ne garde donc aucune distance avec son ancien milieu nazi où il œuvra dès 1932.
En 1978, sa position est rendue publique par des associations d'anciens prisonniers qui alertent l'opinion publique sur l'organisation d'un banquet d'anciens Waffen-SS par Krukenberg. Le milieu allemand de sympathisants et d'anciens nazis s'empresse de rétorquer que ce ne sont que des mensonges de communistes, mais Krukenberg n'intervient pas.
Malgré cela, il est sérieusement évoqué pour recevoir la Médaille Robert Schuman. Mais il ne l'obtiendra pas, les responsables de la commission ayant décidé que cela crée une polémique par son passé et ses sympathies nazies récentes.
Gustav Krukenberg décède le 23 octobre 1980 à Bad Godesberg.
Il est le grand-père de l'historien franco-allemand Peter Schöttler qui lui a consacré une étude.

## Récompenses
- Croix de fer première classe
- Croix de fer seconde classe